# Embryowet
De Embryowet, voluit de Wet van 20 juni 2002, houdende regels inzake handelingen met geslachtscellen en embryo's, is een op 20 juni 2002 door de Nederlandse overheid aangenomen wet waarin uit ethische overwegingen wordt verboden om embryo's te gebruiken voor het klonen van mensen en het tot standbrengen van combinaties tussen mens en dier.